# فرانز بير
فرانز بير (بالألمانية: Franz Beer)‏ (و. 1659 – 1726 م) هو مهندس معماري من النمسا . ولد في Au .
توفي في Bezau .

## أعمال بارزة
من أهم أعماله:
- Weissenau Abbey.